# تلما و لوییز
تلما و لوییز (به انگلیسی: Thelma & Louise) فیلمی است محصول سال ۱۹۹۱ به کارگردانی ریدلی اسکات. نقش اصلی را در این فیلم دو زن (جینا دیویس در نقش تلما و سوزان ساراندون در نقش لوییز) ایفا می‌کنند.
تلما و لوییز در شصت و چهارمین دوره جوایز اسکار، نامزد دریافت ۶ اسکار شد و اسکار بهترین فیلم‌نامه غیر اقتباسی به نویسنده داستان این فیلم تعلق گرفت.

## داستان
دو دوست صمیمی تلما دیکسون و لوییز ساویر برای سفر آخر هفته به کلبه‌ای کوهستانی برای ماهیگیری برنامه‌ریزی می‌کنند تا برای چند روزی از زندگی ملال‌آور شهری خود در آرکانزاس خلاص شوند. تلما یک زن خانه‌دار ساده است که با مردی موهن و کنترل‌کننده و تاجر فرش بنام دریل ازدواج کرده‌است. لوییز که زبان تیزی دارد خدمت‌کار رستورانی است که با موزیکدانی ساده گیر بنام جیمی در ارتباط است که بیشتر وقت خود را در سفرهای جاده‌ای می‌گذراند.
در توقف بین راه برای نوشیدنی در بار کنار جاده تلما با غریبه‌ای لاس زن به نام هارلن آشنا می‌شود و با او می‌رقصد. بعدتر در محوطه پارکینگ، هارلن شروع به بوسیدن تلما و درآوردن لباس‌های او می‌کند. تلما مقاومت می‌کند ولی هارلن با خشونت جواب داده و قصد تجاوز به تلما را می‌کند. لوییز  آنها را در محوطه پارکینگ پیدا می‌کند و با تپانچه ‌ای که از خانه تلما آورده‌اند هارلن را تهدید می‌کند. هارلن کوتاه می‌آید و وقتی دو زن شروع به دور شدن می‌کنند داد می‌زند که بایستی تلما را مورد تجاوز قرار می‌داد. لوییز با عصبانیت به سینه هارلن شلیک می‌کند و هارلن در جا کشته می‌شود. تلما که به شدت ترسیده لوییز را به خودرو می‌برد و آن‌ها با خودرو خود فرار می‌کنند.

## ساخت
با اینکه داستان فیلم در مسیری بین آرکانزاس و گرند کانیون می‌گذرد اما فیلمبرداری در ایالات کالیفرنیا و یوتا انجام شد. فیلمبرداری قسمت‌های اولیه مناطق روستایی حوالی بکرسفیلد در کالیفرنیا و مواب در یوتا بوده. صحنه گرند کانیون در جنوب پارک اسب مرده در یوتا انجام شده‌است.

## بازخورد
فیلم با بازخورد بسیار مثبت منتقدان مواجه شد. در سایت متاکریتیک امتیاز فیلم ۸۸ از ۱۰۰ گزارش شده‌است. راتن تامتو به فیلم امتیاز ۸۳٪ داده‌است. جانت مسلین، منتقد نیویورک تایمز، در نقد خود صرفاً از فیلم ستایش کرد:" تلما و لوییس اثر آقای اسکات، با فیلمنامه درخشانی که کالی خوری نوشت، فیلم شگفت‌انگیزی است که از استعداد پنهان اسکات (که سابقاً با فیلم‌های اکشن مانند بیگانه، بلید رانرو باران سیاه شناخته می‌شد) در کمدی خوش‌ساخت و ارائه تصویری زنده از آمریکا علی‌رغم انگلیسی بودن، پرده برمی‌دارد. فیلم بازساختی آنچنان پرهیجان و تازه از ژانر فیلم‌های رفاقتی است که به نظر می‌آید این ژانر به تعبیری مثبت، جدید است. استفاده از ظرفیت‌های نامنتظره سوزان ساراندون و جینا دیویس که کاملاً در نقش‌های خود جا افتاده‌اند به فیلم کیفیتی پرشور داده‌است.
تلما و لویس همچنین مورد نقد تعدادی از منتقدین قرار گرفت که اعتقاد داشتند تصویر مردان در فیلم بیش از اندازه منفی و ناعادلانه بوده است.

## فمینیسم
منتقدان و نویسندگان زیادی بر روی لحن فمینیستی فیلم تأکید کرده‌اند. روبی ریج اعتباری که فیلم به تجربه زنانه می‌دهد را ستود و کنت تورن فیلم را نئوفمینیستی خواند. در مقاله خود جسیکا انولد نتیجه می‌گیرد که فیلم به الگوهای معمول مرد غیرتی حمله می‌کند و کلیشه‌های روابط مرد و زن را بر ملا می‌سازد.
در نقد لس آنجلس تایمز، شیلا بنسون به فمینیستی خوانده شدن فیلم اعتراض می‌کند و معتقد است که ایده اساسی فیلم بیش از اندازه درگیر انتقام و خشونت است که از ارزش‌های فمینیستی به دور است.

## پی‌نوشت
1. ↑  buddy film